# Пилвама
Пилва или Пилвама (ест. Põlva maakond) је округ у републици Естонији, у њеном југоисточном делу. Управно средиште округа је истоимени град Пилва.

Пилва округ је копнени округ у Естонији, али са источном границом на Псковском језеру. На југоистоку се округ граничи са Русијом. На југу се округ граничи са округом Виру, на западу са округом Валга и на северу са округом Тарту.
Округ Пилва спада у мање округе у Естонији са 2,3% становништва земље.

## Урбана насеља
- Пилва
- Рјапина